# Doliops imomzodai
Doliops imomzodai es una especie de escarabajo del género Doliops, familia Cerambycidae. Fue descrita científicamente por Barševskis en 2017.
Habita en Filipinas. Los machos y las hembras pueden medir 10,9-13,4 mm. El período de vuelo de esta especie ocurre en todos los meses excepto en abril y septiembre.